# Hallenmasters Winterthur 2007

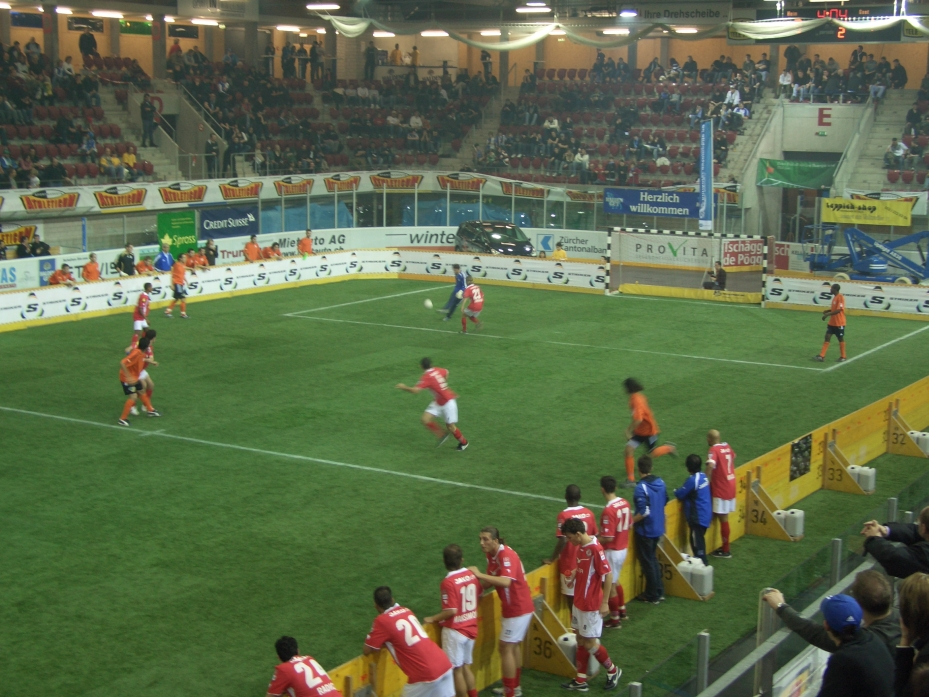
Spielszene

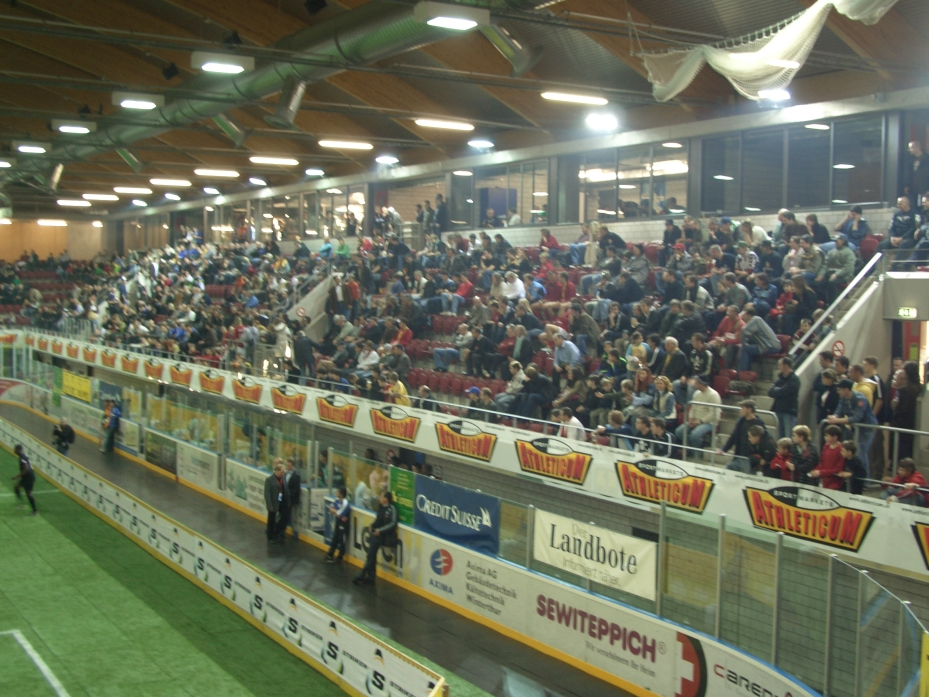
Haupttribüne

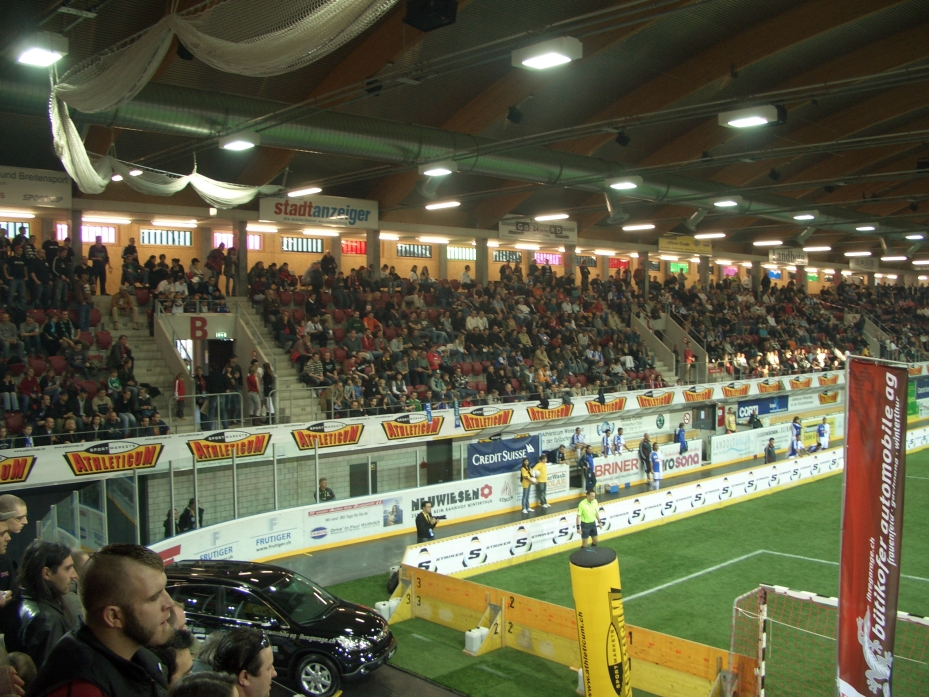
Gegengerade

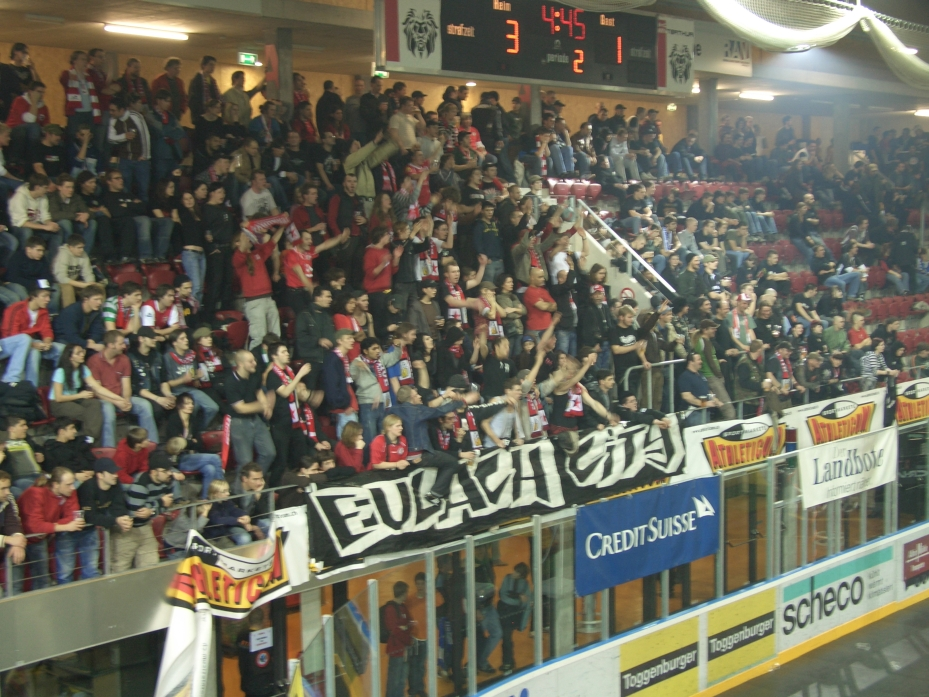
Winterthur- und St. Paulifans

Die Hallenmasters 2007 war die zweite Austragung der Hallenmasters in Winterthur. Fast 2'000 Zuschauer sahen beim Profiturnier der Männer den Turniersieg von Concordia Basel, bei den Frauen konnte sich der FFC Seebach den Turnierpokal holen.

## Männer

### Teilnehmer
- SCR Altach (Erste Liga)
- Concordia Basel (Challenge League)
- Grasshopper-Club Zürich (Super League)
- FC St. Pauli (2. Bundesliga)
- FC St. Gallen (Super League)
- FC Winterthur (Challenge League)

### Gruppe A
|                 | Ergebnis |                 |
| --------------- | -------- | --------------- |
| FC St. Gallen   | 3:1      | Concordia Basel |
| Concordia Basel | 10:2     | SCR Altach      |
| SCR Altach      | 4:2      | FC St. Gallen   |

### Gruppe B
|               | Ergebnis |                         |
| ------------- | -------- | ----------------------- |
| FC St. Pauli  | 6:3      | FC Winterthur           |
| FC St. Pauli  | 7:6      | Grasshopper-Club Zürich |
| FC Winterthur | 4:1      | Grasshopper-Club Zürich |

### Halbfinale
|                 | Ergebnis |               |
| --------------- | -------- | ------------- |
| Concordia Basel | 3:1      | FC Winterthur |
| FC St. Pauli    | 5:0      | FC St. Gallen |

### Finale
|                 | Ergebnis  |              |
| --------------- | --------- | ------------ |
| Concordia Basel | 3:3 n. P. | FC St. Pauli |

### Spiel um Platz 3
|               | Ergebnis |               |
| ------------- | -------- | ------------- |
| FC Winterthur | 4:2      | FC St. Gallen |

### Spiel um Platz 5
|                         | Ergebnis |            |
| ----------------------- | -------- | ---------- |
| Grasshopper-Club Zürich | 6:3      | SCR Altach |

## Frauen
Das Frauenturnier wurde zum zweiten Mal in Folge vom FFC Seebach gewonnen. Der Frauenmannschaft des SC Veltheim wurde Dritte

## Übrige Turniere
Am Regionalmasters setzte sich der 4. Ligaverein FC Egg gegen die nominell stärkere Konkurrenz aus der Region Winterthur durch. Das Seniormasters wurde vom Puls Sport Team gewonnen, benannt nach einem lokalen Veranstalter von Fussballevents in Winterthur.